# Rury przewodowe
Rury przewodowe – rury przeznaczone są do budowy rurociągów ciśnieniowych i bezciśnieniowych do transportu wszelkiego rodzaju płynów (np. paliw płynnych, wody, pary).
Rurociągi składają się z elementów: rury, kształtek (kolanek, zwężek, trójników, weldoletów oraz kołnierzy).
Opis geometryczny dla rury:
- DN - średnica nominalna 10, 15, 20, 25, 32, 40, 50, 65, 80, 100, 125, 150
- OD - zewnętrzna średnica - według szeregu grubości
- ID - wewnętrzna średnica = OD - 2th
- th - grubość ścianki

Typowe materiały dla rur i kształtek:
- Rury, kolana, zwężki, trójniki: 15Mo3, 13CrMo44 (stal stopowa); St37.0, St37.8, St35.8 gr I lub gr III, P235GH TC1 lub TC2(stal węglowa).
- Kołnierze: St37-2 lub C22.8
- Weldolety: C22.8

Kategoria rurociągów określona przez dyrektywę ciśnieniową dzieli ona rurociągi na:
- par 11 - paragraf 11 - podlegają one dobrej praktyce inżynierskiej
- kat I
- kat II
- kat III